# Charlottetown Airport
Charlottetown Airport är en flygplats i Kanada.   Den ligger i provinsen Newfoundland och Labrador, i den östra delen av landet, 1 600 km nordost om huvudstaden Ottawa. Charlottetown Airport ligger 51 meter över havet.
Terrängen runt Charlottetown Airport är platt västerut, men österut är den kuperad. Trakten runt Charlottetown Airport är nära nog obefolkad, med mindre än två invånare per kvadratkilometer.. 